# Straight edge

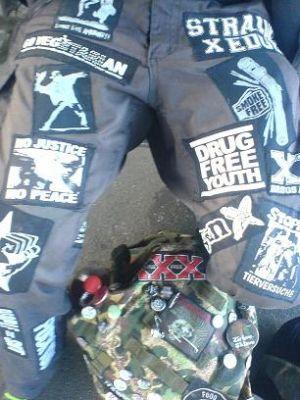
Antynarkotykowe i antyalkoholowe naszywki na spodniach członka subkultury straight edge.

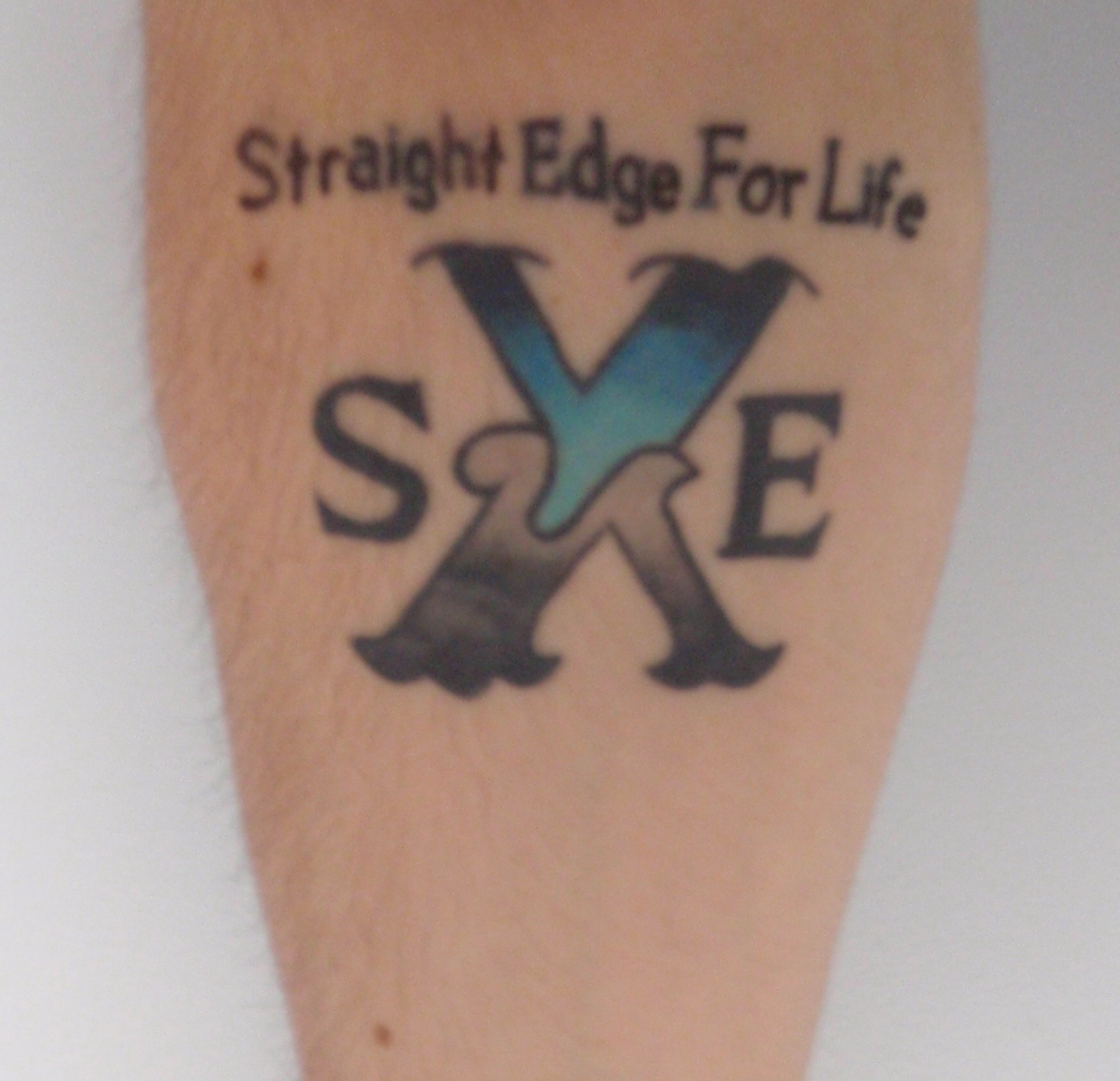
Tatuaż ukazujący przywiązanie do ruchu

Straight edge (SE, sXe) – niehomogeniczny ruch społeczno-kulturalny powstały w Stanach Zjednoczonych na początku lat 80. XX wieku. Jego zwolennicy, nie wyrzekając się typowej dla punkowych subkultur postawy buntu przeciwko społeczeństwu i prowokacyjnych zachowań, odrzucali charakterystyczny dla punków nihilizm i powszechną skłonność do używania alkoholu i zażywania narkotyków.
Medium służącym do rozprzestrzeniania tej idei była muzyka, głównie hardcore. Chociaż za ojca ruchu i twórców nazwy uważa się zespół Minor Threat (utwór Straight Edge), to jednak za pierwszy zespół straight edge uznać należy The Teen Idles.

## Charakterystyka
Obecnie doktrynę ruchu określają podstawowe zasady antyhipisowskie: niespożywanie alkoholu, niezażywanie narkotyków, niepalenie papierosów, które rozszerza się dla niektórych przez unikanie przypadkowych kontaktów seksualnych, niejedzenia mięsa (wegetarianizm, weganizm) i niekorzystania z wyrobów odzwierzęcych (np. skórzane buty, czy pasy). Ian MacKaye wielokrotnie w swoich wywiadach podkreślał, że „sXe nie znaczy, żeby nie pić piwa… Ludzie biorą sXe zbyt skrajnie… dla mnie sXe to ktoś, kto jest świadomy, że skorzysta na tym co robi…”).
Ich znakiem rozpoznawczym są narysowane na zewnętrznych stronach dłoni litery X, mające na celu zamanifestowania swego sposobu życia. Wywodzi się to bezpośrednio ze sposobu oznakowania małoletnich na koncertach, w celu niesprzedawania im używek. Charakterystyczny symbol XXX wkrótce stał się symbolem ruchu straight edge.

### Nazwa i jej pochodzenie
Jedna z legend głosi, że perkusista (Jeff Nelson) zespołu Minor Threat, jednego z pierwszych zespołów głoszących ideę stay punk, stay clean, malował plakat na koncert używając drewnianej linijki. I powiedział do swoich przyjaciół z zespołu, że „prosta krawędź [straight edge] tej linijki jest metaforą ich życia”.

### Hardline
Ze zjawiskiem straight edge związany jest również termin hardline. Hardline to rozwinięcie idei vegan straight edge, mające bardziej restrykcyjną formę i radykalniejszą treść, potępiający dodatkowo aborcję i homoseksualizm.

## Straight edge w muzyce

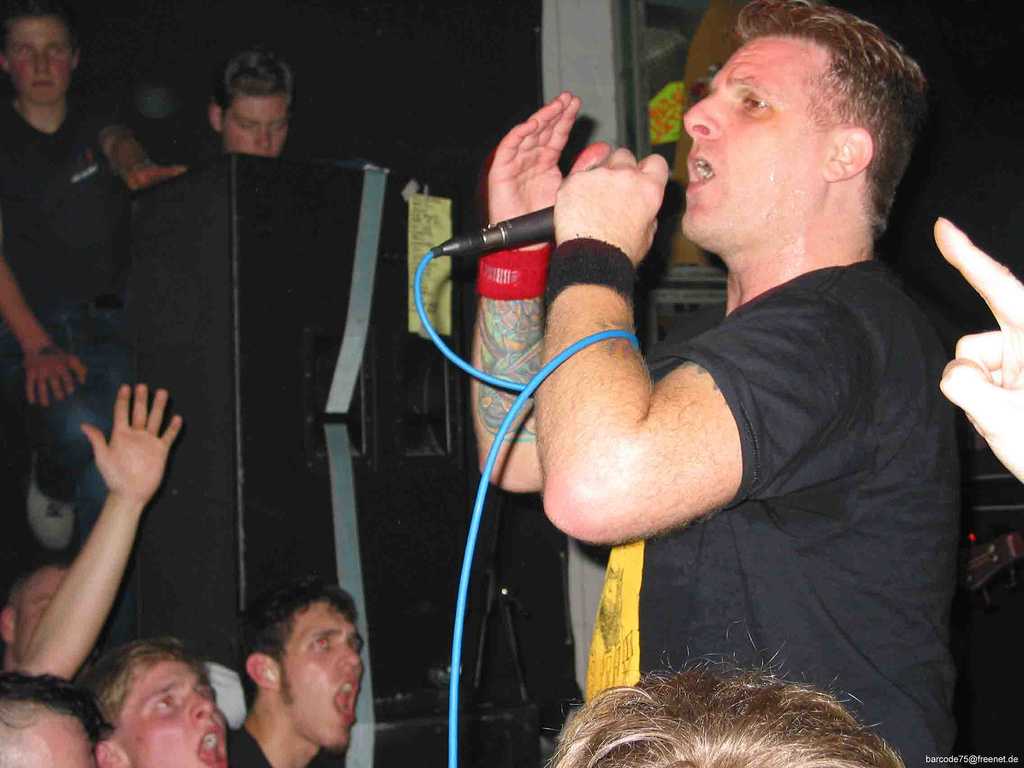
7 Seconds

Dzisiejsze zespoły odwołujące się do tradycji sXe to, między innymi, Have Heart, Verse, Champion, Nueva Etica, New Winds, Point Of No Return, Good Clean Fun, Mainstrike, xLooking Forwardx, Get The Most, Gather, Earth Crisis, True Colors, Down To Nothing, Eighteen Visions, Rise Against, Maroon, Promoe. W Polsce to: Cymeon X, Sunrise, Thug x Life, Pain Runs Deep, Słowa We Krwi, Insurrection, Inflexible, Awake, X's Always Win, The Age, Cervantes, Regres, Sown The Seed, Second Age, Only Way Out, Iron to Gold.

## Straight edge w Polsce
Do Polski ruch sXe trafił na przełomie lat 80. i 90., wraz z powstaniem grup Cymeon X, Ustawa o Młodzieży, Inkwizycja (która wydała pierwszą w III RP niezależną płytę pt. Na własne podobieństwo), czy Apatia (sama grupa nie określała się nigdy jako sXe, jednak przyczyniła się znacząco do promocji tej idei). Istniały również fanziny straight edge, takie jak Mysha i Alarm.
Na samym początku sXe wywołał gorące reakcje w ówczesnym, kształtującym się dopiero światku kultury niezależnej. Różnice ideologiczne oraz różnorodne podejście do stylu życia były przyczyną wielu kłótni i antagonizmów. Po latach tych konfliktów antagonizmy przeszły na plan dalszy.
Współcześnie polski SE związany jest przede wszystkim z warszawską niezależną wytwórnią hardcore punk Refuse Records, prężnie działającą sceną zinową oraz działalnością koncertową.

## Osoby związane z ruchem straight edge
| Imię i nazwisko/pseudonim | Informacje                                              |
| ------------------------- | ------------------------------------------------------- |
| Bradley Cooper            | aktor                                                   |
| Daniel Bryan              | wrestler, weganin                                       |
| C.J. Wilson               | baseballista grający na pozycji miotacza                |
| Cedric Bixler-Zavala      | wokalista grup De Facto oraz the Mars Volta             |
| CM Punk                   | wrestler, były zawodnik mieszanych sztuk walki          |
| Ian MacKaye               | wokalista grupy Minor Threat, weganin                   |
| Merzbow                   | japoński kompozytor noise’owy                           |
| Tim McIlrath              | wokalista oraz gitarzysta grupy Rise Against            |
| Tyler, the Creator        | raper, jeden z założycieli grupy Odd Future             |
| Richard Thurston          | amerykański gitarzysta, zawodnik mieszanych sztuk walki |
| André Moraweck            | niemiecki wokalista grupy Maroon                        |
| AJ Lee                    | była portorykańska wrestlerka                           |
| Chris Motionless          | wokalista grupy Motionless in White                     |